# 武装警察第187師団
武装警察第187師団（武警第187师）は、中国人民武装警察部隊の師団の1つ。

## 歴史
晋察冀野戦軍第3縦隊第7旅を前身とする。
- 1949年1月 - 第63軍第187師に改称。師長張英輝、政治委員劉光裕
- 1951年2月 - 10日、遼寧省鳳凰城地区に集結し、15日に朝鮮半島に進入。第5次戦役に参加。
- 1996年10月 - 武警第187師に改編

## 編制
- 第559連隊（8651部隊） - 山西省祁県
- 第560連隊（8652部隊） - 山西省太原
- 第561連隊（8653部隊）
- 第705連隊（8654部隊） - 太谷西麓